# Унгурень (Долж)
Унгурень, Унгурені (рум. Ungureni) — село у повіті Долж в Румунії. Входить до складу комуни Герчешть.
Село розташоване на відстані 171 км на захід від Бухареста, 13 км на північний схід від Крайови.

## Населення
За даними перепису населення 2002 року у селі проживали 303 особи, усі — румуни. Усі жителі села рідною мовою назвали румунську.